# Mistrz z Hoogstraten
Mistrz z Hoogstraten - mistrz niderlandzki aktywny ok. roku 1505 w Antwerpii, Brugii lub w północnych Niderlandach.
Nazwę zawdzięcza serii siedmiu obrazów przedstawiających cykl Siedmiu boleści Matki Bożej, stworzonych dla kościoła Świętej Katarzyny w Hoogstraten. Dzieła znajdowały się tam aż do roku 1825. Według historyk sztuki Aneli Volskaja Mistrz z Hoogstraten był jednym z uczniów Hansa Memlinga, mimo iż jego prace bliższe są stylu Gerarda Davida.